# Алдинга-Скраб (заповедник)
Парк-заповедник Алдинга-Скраб (англ. Aldinga Scrub Conservation Park) — охраняемая территория, памятник природы в австралийском штате Южная Австралия, расположенная в пригороде Аделаиды Алдинга-Бич, примерно в 46 км к югу к западу от города.

## История
Природный парк является частью региона, который был населен аборигенами, первым европейским поселенцем был г-ном Ф. Калли, прибывший сюда в 1857 году. Перед Первой мировой войной было приложено много усилий для ведения сельского хозяйства на этой земле, но все труды оказались бесполезными. Совет Уиллунга опасался, что этому району может угрожать эрозия, поэтому было выкуплено 300 гектаров для надзора со стороны Государственного управления планирования для сохранения территории.
Заповедник классифицируется как охраняемая территория категории III МСОП.

## Описание

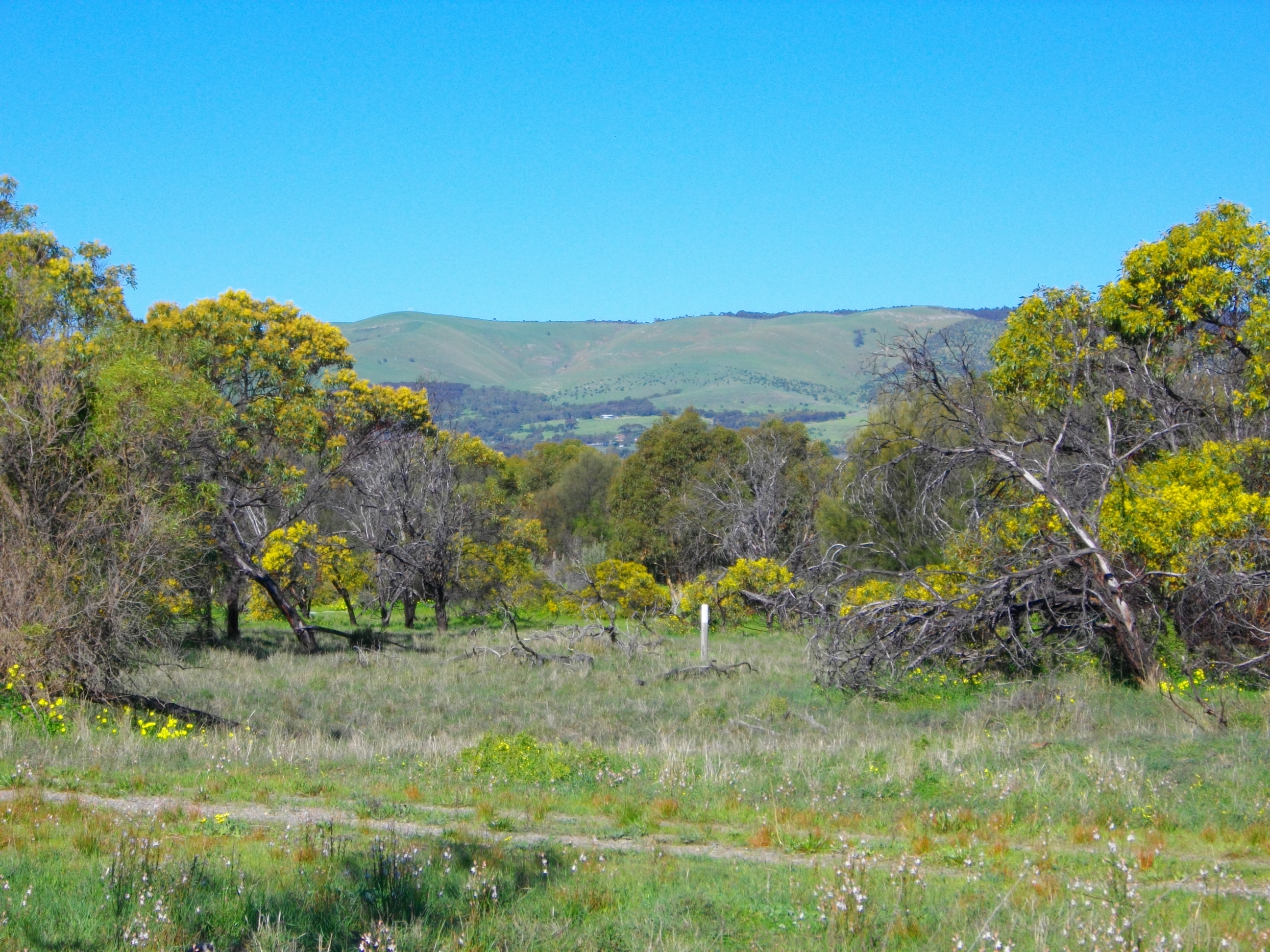
Вид на парк

Территория Алдинга-Скраба расположена в сотне Уиллунга. Заповедник был образован 7 ноября 1985 года в соответствии с Законом о национальных парках и дикой природе 1972 года. Остальная часть земельного владения была объявлена 14 марта 1991 года. По состоянию на 2016 год он занимал площадь 2,66 га.
Парк-заповедник был основан для защиты участка неосвоенной земли, который считался «значительным остатком естественной среды обитания, которая когда-то существовала на всем южном побережье Аделаиды».

## Экология
Парк расположен в суббассейне города Уиллунга и характеризуется наличием песчаных дюн, песчаных волн и небольшой прибрежной растительности. В нём произрастает целый ряд редких растений, поэтому парк считается важным для сохранения флоры и фауны. Некоторые из редких растений включают кружевной коралловый лишайник Cladia ferdinandii, папоротник Marsilea drummondii, осоку мохнатую и различные виды орхидей. Здесь встречаются австралийская ехидна, ящерицы, летучие мыши и несколько видов птиц.